# 2 Combat Engineer Regiment
2 Combat Engineer Regiment ou 2 RCR, littéralement « 2e Régiment du génie de combat », est un régiment des Forces canadiennes de génie militaire dont les membres sont communément appelés sapeurs. Il est stationné à la base des Forces canadiennes (BFC) Petawawa en Ontario. Le régiment fait partie du 2e Groupe-brigade mécanisé du Canada. Le régiment a adopté sa désignation actuelle au milieu des années 1970 ; auparavant, il portait le nom de 1 Field Engineer Squadron, littéralement « 1er Escadron de génie de campagne ».
Le régiment est composé de cinq escadrons : le 23 Field Squadron, littéralement l'« Escadron de campagne 23 », le 24 Field Squadron, littéralement l'« Escadron de campagne 24 », le 25 Support Squadron, l'« Escadron de support 25 », le 26 Field Squadron, littéralement l'« Escadron de camapagne 26 », et le 28 Administration Squadron, littéralement l'« Escadron d'administration 28 ».